# Арсенал (стадион, Тула)
«Арсена́л» — стадион, расположенный в центре города Тула, вместимостью 20 048 человек.

## История
Ещё в конце XIX века на месте нынешнего стадиона появился парк со спортивными площадками, а также был построен Тульский велотрек, который после трёх реконструкций, произошедших в течение XX века, существует и в наши дни, являясь старейшим действующим велотреком России.
В советское время спорткомплекс носил несколько названий. С 1930-х годов он стал называться стадион «Пищевик». В 1958 году начал строиться новый стадион с нынешней спортивной ареной, и 29 августа 1959 года он был открыт под названием «Тульские Лужники». В дальнейшем[когда?] получил название «Труд», по имени нового, созданного для РСФСР, республиканского спортивного общества «Труд». В 1968 году исполнилось 50 лет ВЛКСМ, и в честь этой даты стадион стал называться «Центральный стадион имени 50-летия Ленинского комсомола».
В середине 1990-х годов, следуя пожеланиям тульских болельщиков, был переименован в Центральный стадион «Арсенал». В 1995 году была начата реконструкция, длившаяся четыре года. Стадион полностью реконструирован и приведён в соответствие требованиям УЕФА. Среди обновлений арены: электронное цветное венгерское видеотабло, новый швейцарский газон, системы подогрева и автополива, на трибунах были установлены индивидуальные пластиковые кресла. Полностью обновлена система освещения, включая мачты и прожекторы, после чего на стадионе стало возможно вести видеосъёмку даже ночью. Кроме того, был построен козырёк над Южной трибуной, единственной, не имевшей крыши, и все трибуны, правда, частично, оказались защищёнными от осадков. Изменились и подтрибунные помещения. Раздевалки были обустроены по европейским стандартам.
Осенью 2014 года на смену уже устаревшему венгерскому табло, прослужившему 18 лет, установили новое цветное табло, а также были полностью отремонтированы подтрибунные помещения, раздевалки, произведён косметический ремонт западной трибуны. В 2016 году газон стадиона был полностью обновлён.

## Важные даты
- 29 августа 1959 года на стадионе состоялся первый футбольный матч между командами «Труд» — «Фили» (Москва).
- 30 августа 1959 года состоялся первый международный матч, в котором местный «Труд» принимал сирийский «Ахли-Истиклял».
- В 1970 году состоялась первая официальная встреча с клубом из высшей лиги ташкентским «Пахтакором».
- 30 июля 1971 года в гости к местному «Металлургу» приезжал английский «Саутенд Юнайтед», победа туляков 2:1.
- 30 октября 1997 года впервые под эгидой УЕФА в Туле прошёл официальный матч юношеских сборных России и Югославии.
- 19 мая 1999 года впервые здесь играла сборная России с Беларусью и сыграла вничью 1:1.
- 1 ноября 2003 года состоялся дополнительный матч, за 1-е место, в зоне «Центр» Второго дивизиона «Динамо» (Брянск) — «Орёл» — 1:2.
- 26 ноября 2013 года, спустя 14 лет в Туле вновь прошёл международный товарищеский матч, между сборными ФНЛ и итальянской Серии Б (0:1).
- 5 сентября 2017 года молодёжная сборная России в рамках отбора к чемпионату Европы 2019 года приняла здесь сверстников из Гибралтара и победила 3:0.
- 12 октября 2018 года молодёжная сборная России в рамках отбора к чемпионату Европы 2019 года приняла здесь сверстников из Македонии и победила 5:1.
- 19 мая 2019 года «Арсенал» сыграл свой 1000-й матч. Соперником был клуб «Краснодар», выигравший со счётом 3:0.
- 25 июля 2019 года стадион впервые принял Еврокубки. В матче второго квалификационного раунда Лиги Европы тульский «Арсенал» уступил со счётом 0:1 бакинскому клубу «Нефтчи».

## Матчи сборной России по футболу
Товарищеский матч
| 19 мая 1999 | \| Россия \| 1:1 (1:0) \| Беларусь \| \| Мостовой 31′ \| Голы \| Тарловский 46′ \| | Стадион: «Арсенал», Тула Зрителей: 13 000 Судья: Герцас Жакас |
| Составы: Россия: Черчесов (Овчинников, 46), Хлестов, Смертин (В. Булатов, 80), Панов (Цымбаларь, 46), Яновский (Варламов, 65), Мостовой (Хохлов, 75), Онопко (к), Карпин, Титов, Тихонов, Бесчастных (Юран, 46). Беларусь: Тумилович, Яхимович, Лаврик, Скрипченко (Тарловский, 46), Островский, Гуренко, Баранов, Геращенко (Кульчий, 25), Маковский (Рындюк, 73), Макс. Ромащенко (Чайка, 85), Орловский. Предупреждения: Карпин (33), Макс. Ромащенко (66), Лаврик (69), Тумилович (82). |                                                                                    |                                                               |
| Россия | 1:1 (1:0)                                                                          | Беларусь                                                      |
| Мостовой 31′ | Голы                                                                               | Тарловский 46′                                                |